# Enchodelus groenlandicus
Enchodelus groenlandicus  (лат.) — вид мелких круглых червей из семейства Nordiidae. 

## Описание
Длина около 2 мм (1,57—2,16). Обладают обширным дизъюнктивным ареалом от Арктики до субтропиков. Гренландия, Российская Арктика (Плато Путорана), Албания, Испания, Иран.
Впервые вид был описан с острова Диско, находящегося у западного побережья Гренландии в Море Баффина. В Евразии встречаются на высотах от  950 м до 2450 м, что вместе с разорванным типом ареала говорит о влиянии на его     возникновение послеледникового потепления. Свободноживущие нематоды (пресноводные и почвенные). Кутикула с тонкой но отчётливой поперечной исчерченностью, особенно заметной в районе переднего (шея) и заднего (хвост) концов тела. Толщина кутикулы 4–6 µm в передней постлабиальной части, 3–4 µm в середине тела и 7–8 µm в хвостовой части. Яйцеводы сравнительно крупные, имеют длину 142–303 µm..